# Paul Sciarra
 (mars 2021).
Paul Sciarra est un entrepreneur américain, cofondateur du site Pinterest. Il est né dans les années 1980/1981 aux États-Unis. Il vit actuellement à San Francisco en Californie. Il est diplômé en arts et en sciences à l'université Yale.

## Vie personnelle
En 2016, sa fortune s'élevait à 550 millions de dollars. Depuis il est devenu milliardaire grâce à sa part dans la société Pinterest qui s'élève à 8%. Paul Sciarra est marié. En mai 2019, sa femme et lui signent le Giving Pledge ce qui signifie qu'ils s'engagent à donner une partie de leurs revenus à des causes caritatives.

## Carrière
Paul Sciarra commence sa carrière dans la société de capital risque Radius Ventures, LLC. En août 2008, il démissionne de son poste pour créer Cold Brew Labs avec l'aide de Ben Silbermann. Il rencontre Ben Silbermann à l'université.
En 2010, Sciarra, Silbermann et Evan Sharp créent un site de partage de photos Pinterest. Sciarra était le directeur général du site jusqu'en mars 2012 lorsqu'il décide de devenir un simple conseiller. Il quitte son poste à la suite d'ennuis de santé liés à l'anxiété que lui apportaient ses responsabilités. De plus, il voulait donner la reconnaissance que mérite son associé, Ben Silbermann.
Après avoir quitté son emploi dans l'entreprise Pinterest, il devient entrepreneur dans la société Andreessen Horowitz. Cette société est l'investisseur principal de Pinterest.
Depuis 2014, il est président exécutif de Joby Aviation, une entreprise financée par du capital risque qui développe des taxis aériens électriques.